# 卡駱馳

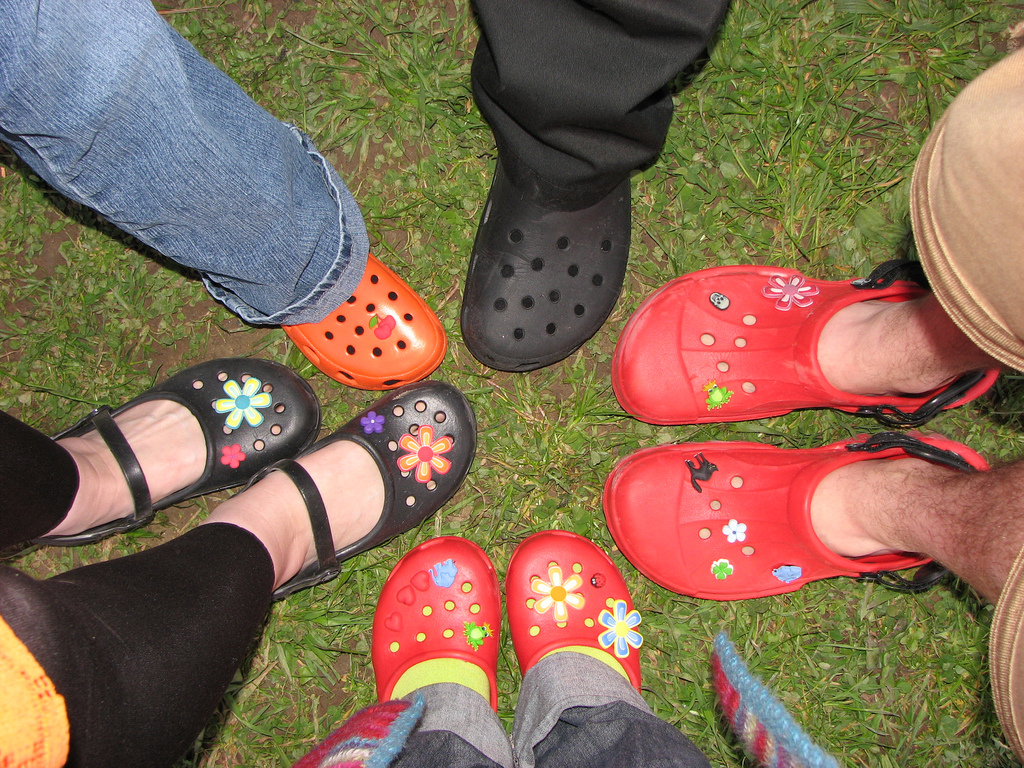
卡駱馳鞋的鞋花配件

Crocs，亦稱為卡洛馳，俗稱鱷魚鞋，是美国的鞋业公司，創立於2002年，2006年夏在美国纳斯达克上市。主要生產与企业同名的CROCS運動休閒涼鞋，以及太阳镜、T恤、袜子等服饰、户外用品。

## 诞生
2002年，公司的三位创始人注意到加拿大Foamcreations公司生产的特殊材料木底鞋具有良好的防滑性能，穿着也十分舒适。他们在原基础上作出一定修改后设计出一种本来为划船运动准备的鞋子。这种鞋子外形和拖鞋十分类似，鞋面上布满了洞眼，同时还有一条用以防滑，可以转动的带子。在2002年的Fort Lauderdale International（劳德岱尔船划运动展）上，CROCS受到极大关注，2004年CROCS又买下持有专利的加拿大公司并将该材料命名为Croslite塑料。这种材料是內含封闭式氣泡的塑料，能够在体温作用下自动变形以适应脚部形状。公司及公司主要产品名称均为CROCS，意为鳄鱼的昵称（Crocodile）。因为鳄鱼是一种没有天敌，强壮的爬行动物，这与该公司的产品定位十分接近。然而，公司也因此与同为服饰行业的法国鳄鱼公司产生纠纷。

## 发展
CROCS鞋本来只是为划船运动准备，因为其出色的防滑性能和舒适性，丰富的颜色，很快受到一般使用者的关注。然而反对它的人则认为这种满是洞眼的鞋奇丑无比，公司方面则借机以丑陋也是美丽的（Ugly is beautiful）作为自己的宣传语。除了穿着舒适以外，CROCS公司也经常会与迪士尼等公司合作，推出各种类型的主题鞋。此外，拖鞋上的小洞也可插上各种小饰品，以满足消费者的个性化需求。更重要的是，CROCS具有强大明星效应，费斯·希尔、马特·达蒙、阿尔·帕西诺、布拉德·皮特、安吉丽娜·朱莉、杰克·尼克尔森等演艺、时尚界人士都曾表示喜欢CROCS鞋或穿着该产品出现在公共场合。根据2007年6月22日華盛頓郵報報導，美國總統布什趕上夏天穿涼鞋的風潮，而他腳上搭配著黑色短襪的運動休閒涼鞋正是卡駱馳牌的涼鞋，因此這個鞋款也被稱為「布希鞋」。
该公司也因为这一系列原因而迅速扩张，2006年的年销售量达到600万双，销售收入1亿美元。在英国還一度因搶購而缺貨。2008年的收入预期则达到11亿美元。在大获成功之后，该公司在原先最基础的沙滩（Beach）系列之外，又推出了各种适合在不同场合穿着的款式。但所有CROCS鞋的特点都是采用以Croslite材料制作的鞋底。该公司也推出过同样以Croslite材料制成的手提袋。因为Crocs鞋的流行，该公司也推出过Crocs鞋外形的手机袋等产品。

## 安全风险

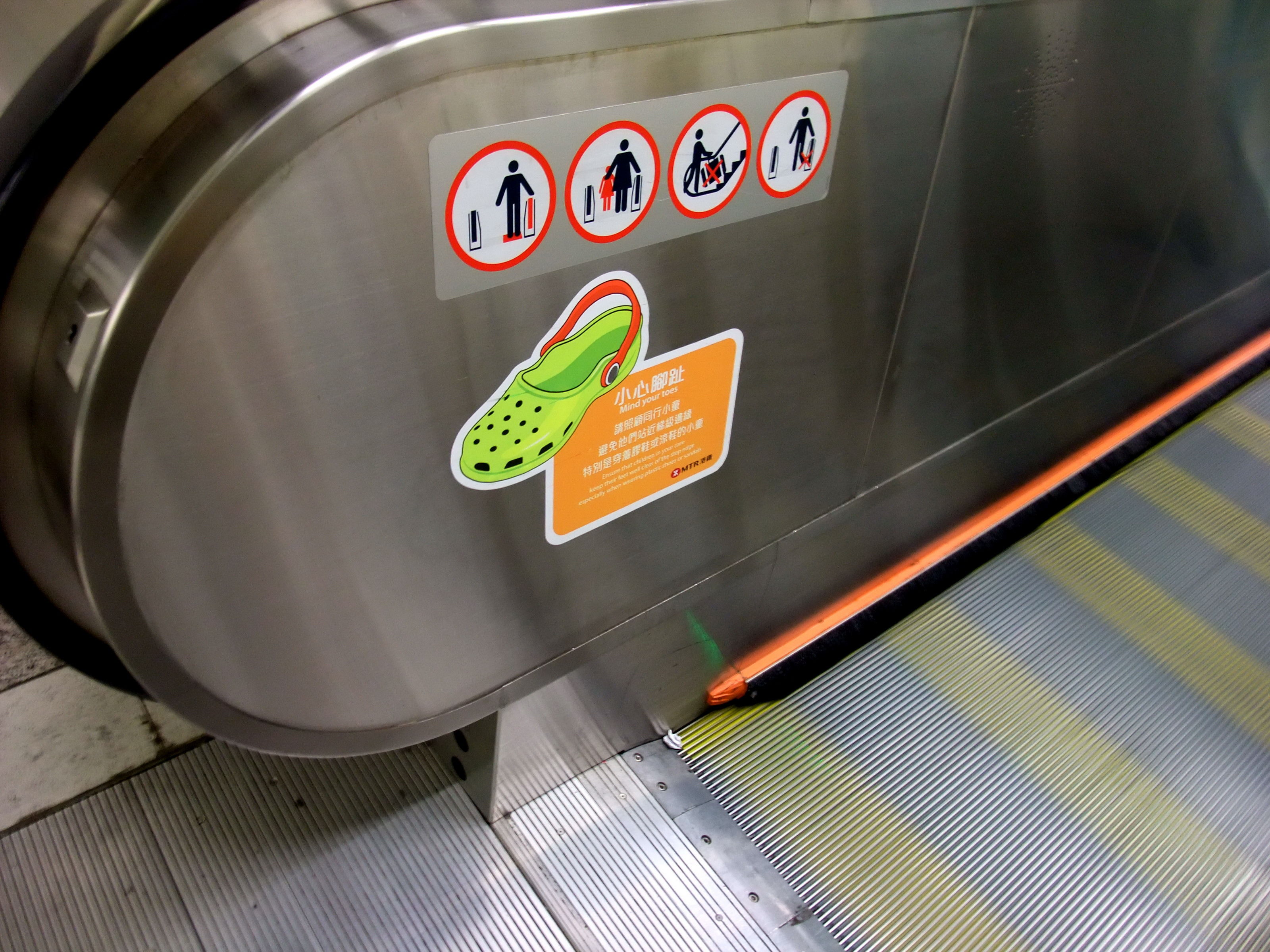
港鐵電動扶梯上的「小心腳趾」提示，圖示上膠鞋是卡駱馳鞋的經典款式。

Crocs質料較一般鞋子柔軟，自2006年興起後，世界各地多次發生儿童因穿Crocs涼鞋被扶手電梯夾傷腳的事故。在香港，2007年4至5月間，曾在6星期內先後發生6宗同類意外。
2018年，推出女裝高踭鞋款「Cyprus V Heel」，定價為55美金。

## 困局

### 廉价竞争
然而，卡骆驰面对的最大问题却是跟风者太多。同时，一双外观相近的冒牌鞋的价格大约只有正品鞋的十分之一。模仿鞋沒拥有Croslite专利材料，但是外观甚至插在洞上的装饰都可以和卡骆驰的产品十分接近。对于许多追随潮流者来说，这就足够了。模仿的布希鞋有分為台灣製的和中國大陸製的，在2007年中國大陸製的一雙在台灣賣100-190元台幣，台灣製的約590元。2008年，该公司出现了亏损。

### 停滞
2014年7月據英國《倫敦晚報》報道，鞋商錄得盈利大幅下降近半，跌至1140萬英鎊（相當於1.5億港元）。因此公司惟有關閉美國本土至少100家零售店舖，還有裁減逾200名員工。董事長雷斯（Andrew Rees）亦已經明言，公司有必要在其市場策略、組織與方針方面，進行一連串有效的改革，期望力挽狂瀾。
報道认为由于卡駱馳涼鞋的質料歷久不衰，用家甚少更換，致令他們的銷售情況未如理想。同时一直以來都有說這種「摩登涼鞋」的外形極不美觀，更被譽為「世上最醜的鞋類」（The world’s ugliest footwear）；由是之故，公司亦打算厲行改變此一形象，計劃推出時款皮靴以及更多優雅款式。

## 资料来源
1. ↑  .   [2009-06-14]. （原始内容存档于2016-03-04）.
2. ↑  .   [2009-06-14]. （原始内容存档于2009-06-17）.
3. ↑  .   [2009-06-14]. （原始内容存档于2008-12-29）.
4. ↑  鳄鱼与小鳄鱼的战争，法国鳄鱼 (LACOSTE) 状告CROCS侵权[]
5. ↑  .   [2009-06-14]. （原始内容存档于2015-09-24）.
6. ↑  .   [2009-06-13]. （原始内容存档于2008-04-10）.
7. ↑  .   [2009-06-14]. （原始内容存档于2009-05-20）.
8. ↑  .   [2009-06-14]. （原始内容存档于2010-01-08）.
9. ↑  .   [2009-06-14]. （原始内容存档于2009-05-21）.
10. ↑  動腦？洞腳？以布希鞋探討品牌創新[永久]
11. ↑  .   [2009-06-14]. （原始内容存档于2014-01-30）.
12. ↑  .   [2009-06-14]. （原始内容存档于2009-04-04）.
13. ↑  CROCS大头鞋吞噬幼儿脚趾？[永久]
14. ↑  男童著Crocs鞋 電梯夾爛4趾 藍田港鐵站發生 劏開鞋頭 攝罅拖行 （页面存档备份，存于）,明報 2010年7月18日。
15. ↑  .   [2018-07-24]. （原始内容存档于2018-07-24）.
16. ↑  .   [2009-06-14]. （原始内容存档于2009-08-11）.
17. ↑  布希鞋 台南大流行[永久]，大紀元 2007年8月17日。
18. ↑  卡路驰（Crocs）第一季度损失严重[永久]
19. ↑  Crocs涼鞋風光不再　瀕臨盈警逐漸褪色 （页面存档备份，存于），852邮报 2014-7-24。（繁體中文）

## 外部連結
- Crocs卡骆驰国际官方网站 （页面存档备份，存于）
- Crocs卡骆驰中国官方网站 （页面存档备份，存于）
- Crocs卡骆驰台湾官方网站 （页面存档备份，存于）
- Crocs的Facebook專頁